# 砍手党
砍手党指2006年出現在中國廣東省的广州和深圳等地的一伙暴徒。多来自廣西壮族自治区天等县上映乡温江村。团伙作案手法残暴，为了抢劫手机等钱物，见反抗者稍有不从，直接用快刀将手臂砍断。